# Karolina Palutko Macéus
Karolina Julianna Palutko Macéus, född Palutko 18 november 1974 i Polen, är en svensk ekonomijournalist och författare.

## Biografi
Karolina Palutko Macéus arbetade länge på Dagens Industri, där hon bland annat bevakade Carnegiehärvan, skandalerna runt Skandia och avslöjandet om SEK, Svensk Exportkredit. Hon har även arbetat på TV4 Nyheterna och som presschef på Finansinspektionen. 2012 återvände hon till Dagens Industri. Palutko Macéus har arbetat som reporter på EFN, ekonomi och finansnyheterna. Hon har grundat ekonomisajten E55 och arbetar idag som frilansjournalist och moderator. 
2014 utgav hon boken "Det är jag som äger Carnegie" om investmentbanken Carnegie. Tillsammans med Per Agerman skrev hon 2017 boken Fingerprint – the story om börsbolaget Fingerprint Cards.
Karolina Palutko Macéus har även varit barnskådespelare och har medverkat i filmen Seppan och senare som vuxen i TV-filmen Torsk på Tallinn.

### Familj
Karolina Palutko Macéus är gift med Johan Macéus och mor till Adrian Macéus.

## Filmografi
- 1986 – Seppan
- 1999 – Torsk på Tallinn (TV)